# 陸前稻井站
陸前稻井站（日语：／ Rikuzen-inai eki */?）是一位於日本宮城縣石卷市、屬於東日本旅客鐵道（JR東日本）石卷線的鐵路車站。

## 車站結構
現時使用中為第2代站舍，屬簡易站舍，外貌與過往日本國鐵在一些使用人數極少而又偏僻的車站，採用報廢後改裝而成的貨車車箱類近，不過卻採用鋼筋及水泥所興建。面積十分細小，而在站舍旁邊，則仍可察覺第1代站舍所在位置的痕跡。
為使與月台位處同一的高水平度，新站舍建於水泥基座上，車站入口與路面以樓梯連接。站舍採用全開放型設計，入口與閘口均為直通開放式，右側設置有兩張長石凳及1部簡易式自動售票機，至於原來站舍的位置，部份則改作單車停泊場。
入口旁邊建有由JR東日本豎立的「車站名稱由來」資料柱。
原來的設計為島式月台，並提供1面2線的配置，但在1970年代因使用量不足，除了被降為無人站及把原來的站舍拆卸外，也將原本靠近站舍一側的路軌被撤去，結果變成列車不可交換車站，改成只有1面1線的側式月台，並在面向站舍一側的月台邊沿加上了欄杆。在車站兩端外圍的道路上，仍保留了當年路軌交換設施的痕跡。
月台有效長度超過4輛，為全露天設計，亦沒有額外的月台設施。列車停靠時，往女川方向為右側上落；往小牛田方向為左側上落。

## 歷史
- 1939年10月7日：開業。
- 1971年4月1日：單線化、無人化。
- 1970年代：原站舍拆卸，改建為現時的第2代簡易站舍。
- 1987年4月1日：國鐵分割民營化，車站管轄劃歸由東日本旅客鐵道繼承。
- 2011年：

- 3月11日：發生東北地方太平洋沖地震，引發的海嘯令全線不通。
- 4月21日：路線改以替代巴士行走，往來女川～石卷間，途經本站。

- 2012年3月17日：石卷～渡波復駛，替代巴士不再途經本站[3] 。

## 相鄰車站
東日本旅客鐵道
■石卷線（包括■■仙石東北線）
■快速（紅快速）、■普通
石卷－陸前稻井－渡波

## 外部連結
- JR東日本陸前稻井站公式網頁。 （页面存档备份，存于）（日語）
- 非官方陸前稻井站介紹。 （页面存档备份，存于）（日語）